# Tangara à cape noire
Bangsia melanochlamys
Espèce
Synonymes
- Buthraupis melanochlamys

Statut de conservation UICN

 VU B1ab(i,ii,iii,v);C2a(i) : Vulnérable
Le Tangara à cape noire (Bangsia melanochlamys) est une espèce de passereau appartenant à la famille des Thraupidae.

## Répartition et habitat
Il est endémique de Colombie. Il vit dans la forêt de nuage subtropicale entre 1 000 et 2 285 m.

## Alimentation
Il se nourrit de fruits, de graines, et d'insectes.